# Ode à Aphrodite
L'Ode à Aphrodite, ou Ode I, est l'unique texte de Sappho qui nous soit parvenu dans son intégralité. Il s'agit d'une prière adressée par la poétesse à la déesse Aphrodite pour que la jeune fille qu'elle désire réponde à son amour.

## Contenu

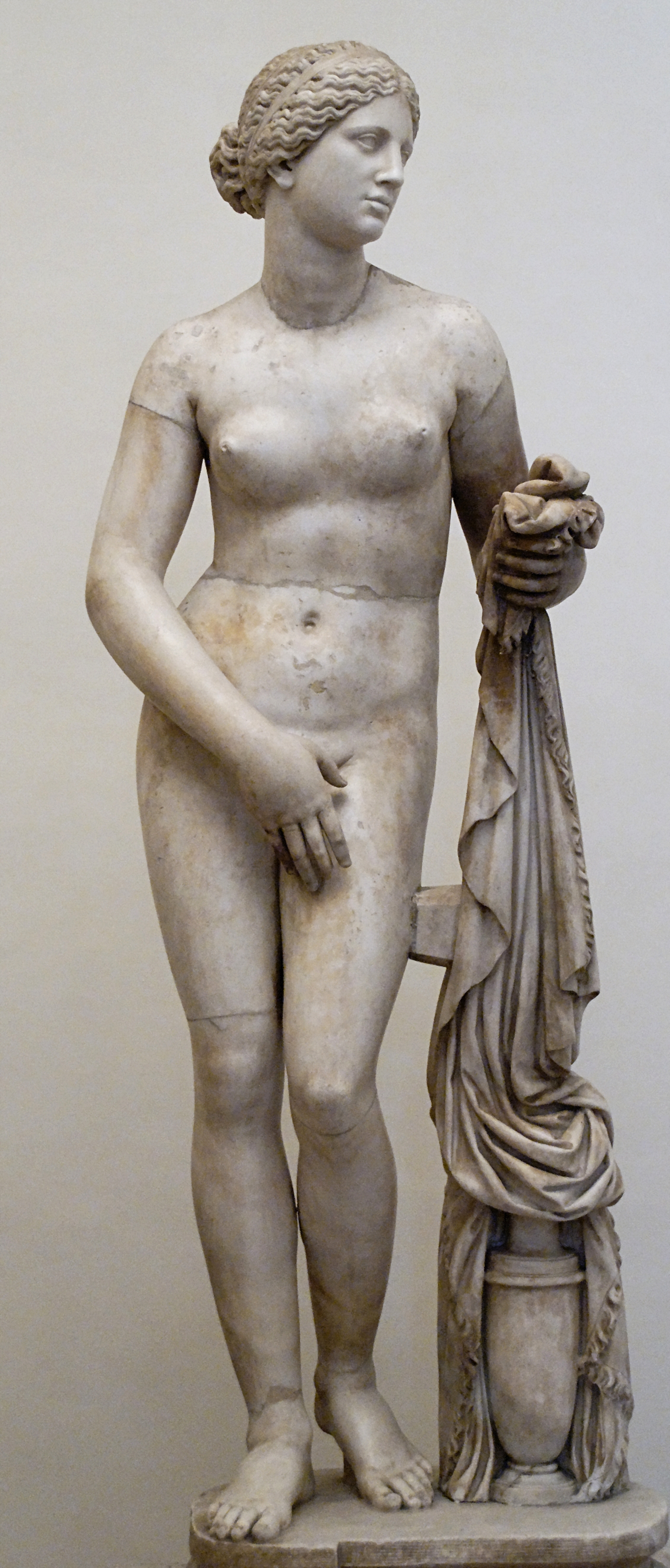
Aphrodite de Cnide, copie romaine d'après un original grec de Praxitèle du (collection Ludovisi, palais Altemps à Rome).

« ποικιλόθρον' ἀθανάτ' Αφρόδιτα,
παῖ Διός δολόπλοκε, λίσσομαί σε,
μή μ' ἄσαισι μηδ' ὀνίαισι δάμνα,
πότνια, θῦμον,

ἀλλὰ τυίδ' ἔλθ', αἴ ποτα κἀτέρωτα
τὰς ἔμας αὔδας ἀίοισα πήλοι
ἔκλυες, πάτρος δὲ δόμον λίποισα
χρύσιον ἦλθες

ἄρμ' ὐπασδεύξαισα, κάλοι δέ σ' ἆγον
ὤκεες στροῦθοι περὶ γᾶς μελαίνας
πύπνα δίννεντες πτέρ' ἀπ' ὠράνωἴθε-
ρος διὰ μέσσω.

αἶψα δ' ἐξίκοντο, σὺ δ', ὦ μάκαιρα,
μειδιαίσαισ' ἀθανάτωι προσώπωι
ἤρε' ὄττι δηὖτε πέπονθα κὤττι
δηὖτε κάλημμι

κὤττι μοι μάλιστα θέλω γένεσθαι
μαινόλαι θύμωι. τίνα δηὖτε πείθω
ἄψ σ' ἄγην ἐς σὰν φιλότατα;τίς σ', ὦ
Ψάπφ', ἀδικήει;

καὶ γὰρ αἰ φεύγει, ταχέως διώξει,
αἰ δὲ δῶρα μὴ δέκετ',ἀλλὰ δώσει,
αἰ δὲ μὴ φίλει, ταχέως φιλήσει
κωὐκ ἐθέλοισα.

ἔλθε μοι καὶ νῦν, χαλέπαν δὲ λῦσον
ἐκ μερίμναν, ὄσσα δέ μοι τέλεσσαι
θῦμος ἰμέρρει, τέλεσον,σὺ δ' αὔτα
σύμμαχος ἔσσο. »
— Texte original en grec ancien (éolien).
        
« Toi dont le trône étincelle, ô immortelle Aphrodite, fille de Zeus, ourdisseuse de trames, je t'implore : ne laisse pas, ô souveraine, dégoûts ou chagrins affliger mon âme,

Mais viens ici, si jamais autrefois entendant de loin ma voix, tu m'as écoutée, quand, quittant la demeure dorée de ton père tu venais, Après avoir attelé ton char,

de beaux passereaux rapides t'entraînaient autour de la terre sombre, secouant leurs ailes serrées et du haut du ciel tirant droit à travers l'éther.

Vite ils étaient là. Et toi, bienheureuse, éclairant d'un sourire ton immortel visage, tu demandais, quelle était cette nouvelle souffrance, pourquoi de nouveau j'avais crié vers toi,

Quel désir ardent travaillait mon cœur insensé : « Quelle est donc celle que, de nouveau, tu supplies la Persuasive d'amener vers ton amour ? qui, ma Sappho, t'a fait injure ?

Parle : si elle te fuit, bientôt elle courra après toi ; si elle refuse tes présents, elle t'en offrira elle-même ; si elle ne t'aime pas, elle t'aimera bientôt, qu'elle le veuille ou non. »

Cette fois encore, viens à moi, délivre moi de mes âpres soucis, tout ce que désire mon âme exauce-le, et sois toi-même mon soutien dans le combat. »
— Traduction en français de Théodore Reinach avec la collaboration d'Aimé Puech (édition Les Belles Lettres, Collection des universités de France, première édition en 1937).

## Style et analyse
Le poème, datant du VIe siècle av. J.-C. est écrit dans le dialecte éolien de l'île de Lesbos, en strophes sapphiques, métrique attribuée à la poétesse où un vers adonique de cinq syllabes fait suite à trois vers hendécasyllabes sapphiques (ou grands sapphiques). L'influence homérique, sensible dans l'ensemble du texte, est particulièrement claire dans la troisième strophe.

## Conservation
Le poème a été conservé dans le traité sur « la composition stylistique » du rhéteur et historien grec Denys d'Halicarnasse (54 av. J.-C. - 8 apr. J.-C.) où il est reproduit intégralement.

## Postérité
Les premiers vers de la dernière strophe du poème (« ἔλθε μοι καὶ νῦν, χαλέπαν δὲ λῦσον ἐκ μερίμναν ») apparaissent dans le tableau Sappho Inspired by Love (en) de la peintre Angelica Kauffmann, peint en 1775.